# Parhedyle gerlachi
Parhedyle gerlachi is een slakkensoort uit de familie van de Parhedylidae. De wetenschappelijke naam van de soort is voor het eerst geldig gepubliceerd in 1959 door Marcus & Marcus.